# Palpostoma africanum
Palpostoma africanum är en tvåvingeart som först beskrevs av Verbeke 1962.  Palpostoma africanum ingår i släktet Palpostoma och familjen parasitflugor. Inga underarter finns listade i Catalogue of Life.